# Lista de prefeitos de Olho-d'Água do Borges
Esta é a lista de prefeitos de Olho-d'Água do Borges, município brasileiro do estado do Rio Grande do Norte.
| Nº | Prefeito                           | Imagem                         | Partido                   | Primeira-dama                                  | Início de mandato                           | Fim de mandato         | Vice-prefeito                   | Observações                             |
| -- | ---------------------------------- | ------------------------------ | ------------------------- | ---------------------------------------------- | ------------------------------------------- | ---------------------- | ------------------------------- | --------------------------------------- |
| 1  | Mário Solano de Moura              |                                | N/C                       | Neusa Vale Solano                              | 17 de dezembro de 1964                      | 31 de janeiro de 1965  | —                               | Prefeito nomeado                        |
| 2  | Antônio Carlos de Paiva            |                                | PTB                       | Luzia Carlos de Amorim                         | 31 de janeiro de 1965                       | 31 de janeiro de 1970  | José de Anchieta Fernandes      | Prefeito e vice eleitos                 |
| 3  | Alfredo Xavier da Silva            |                                | ARENA                     | N/C                                            | 31 de janeiro de 1970                       | 31 de janeiro de 1973  | Ezequias Pinto de Paiva         | Prefeito e vice eleitos                 |
| 4  | Antônio Carlos de Paiva            |                                | ARENA                     | Luzia Carlos de Amorim                         | 31 de janeiro de 1973                       | 31 de janeiro de 1977  | José Cândido Sobrinho           | Prefeito e vice eleitos                 |
| 5  | Jaime Fernandes Pimenta            |                                | N/C                       | Maria Niece de Alencar Fernandes               | 31 de janeiro de 1977                       | 31 de janeiro de 1983  | Raimundo Dias de Sales          | Prefeito e vice eleitos                 |
| 6  | Antonimar Amorim Carlos            |                                | N/C                       | N/C                                            | 31 de janeiro de 1983                       | 31 de dezembro de 1988 | Joaquim Tavares de Oliveira     | Prefeito e vice eleitos                 |
| 7  | José Gonzaga de Queiroga           |                                | N/C                       | Maria Helena Leite de Queiroga                 | 1º de janeiro de 1989                       | 31 de dezembro de 1992 | Alfredo Xavier da Silva         | Prefeito e vice eleitos                 |
| 8  | José Aroldo Queiroga de Morais     |                                | PMDB                      | Maria da Conceição Oliveira de Morais          | 1º de janeiro de 1993                       | 31 de dezembro de 1996 | Jaime Fernandes Júnior          | Prefeito e vice eleitos                 |
| 9  | José Gonzaga de Queiroga           |                                | PMDB                      | Maria Helena Leite de Queiroga                 | 1º de janeiro de 1997                       | 31 de dezembro de 2004 | Pedro Feliciano Neto            | Prefeito e vice eleitos                 |
| 9  | José Gonzaga de Queiroga           | Jaime Fernandes Júnior         | PMDB                      | Maria Helena Leite de Queiroga                 | 1º de janeiro de 1997                       | 31 de dezembro de 2004 | Prefeito reeleito e vice eleito |                                         |
| 10 | José Jackson Queiroga de Morais    | Jaime Fernandes Júnior         |                           | PMDB                                           | Jadete Maria de Oliveira Queiroga de Morais | 1º de janeiro de 2005  | 16 de fevereiro de 2005         | Prefeito eleito e vice reeleito         |
| 11 | Antônio Wilson Gonzaga Dias        |                                | PMDB                      | Jailma Tavares de Oliveira                     | 16 de fevereiro de 2005                     | 18 de março de 2006    | —                               | Presidente da Câmara Municipal no cargo |
| —  | José Jackson Queiroga de Morais    |                                | PMDB                      | Jadete Maria de Oliveira Queiroga de Morais    | 18 de março de 2006                         | 31 de dezembro de 2012 | Jaime Fernandes Júnior          | Prefeito e vice reassumem os cargos     |
| —  | José Jackson Queiroga de Morais    | Maria Helena Leite de Queiroga | PMDB                      | Jadete Maria de Oliveira Queiroga de Morais    | 18 de março de 2006                         | 31 de dezembro de 2012 | Prefeito reeleito e vice eleita |                                         |
| 12 | Brenno Oliveira Queiroga de Morais | Maria Helena Leite de Queiroga |                           | PMDB                                           | Raquel Viana Lourenço de Morais             | 1º de janeiro de 2013  | 31 de dezembro de 2016          | Prefeito eleito e vice reeleita         |
| 13 | Maria Helena Leite de Queiroga     |                                | PSD                       | José Gonzaga de Queiroga (Primeiro-cavalheiro) | 1º de janeiro de 2017                       | 31 de dezembro de 2024 | Antonimar Amorim Carlos         | Prefeita e vice eleitos                 |
| 13 | Maria Helena Leite de Queiroga     | PSDB                           | Prefeita e vice reeleitos | José Gonzaga de Queiroga (Primeiro-cavalheiro) | 1º de janeiro de 2017                       | 31 de dezembro de 2024 | Antonimar Amorim Carlos         |                                         |
| 14 | Antonimar Amorim Carlos            |                                | UNIÃO                     | Ranilda da Silva                               | 1º de janeiro de 2025                       | até a atualidade       | Marceli de Morais Fernandes     | Prefeito e vice eleitos                 |

OBS: N/C - Não consta